# کارولینا (آلاباما)
کارولینا  شهری است در ایالت آلاباما در کشور آمریکا.

## مکان
کارولینا در موقعیت () قرار دارد.
با توجه به اطلاعات اداره آمار آمریکا مساحت آن در حدود ۲٫۹ کیلومترمربع است.

## مردم‌شناسی
با توجه به آمار سال ۲۰۰۰ جمعیت آن ۲۴۸ نفر، ۱۰۱ خانواده در آن ساکن هستند.
تعداد ۱۱۸ واحد خانه در هر مساحت تقریبی (۴۰،۷akm²) قرار دارد.
۲۶،۶% درصد از خانواده‌های فرزند زیر ۱۸ سال داشتند که از این تعداد ۶۶،۳% درصد زوج بوده و ۶،۹% درصد زنان بدون شوهر و ۲۵،۷% درصد نیز غیر خانواده بودند.
متوسط درآمد یک خانواده در حدود ۳۷،۷۰۸ دلار آمریکا است و زنان درآمد متوسط ۲۶،۲۵۰ دلار آمریکا و مردان درآمد متوسط ۱۶،۷۵۰ دلار آمریکا بدست می‌آورند.